# Paria Canyon-Vermilion Cliffs Wilderness

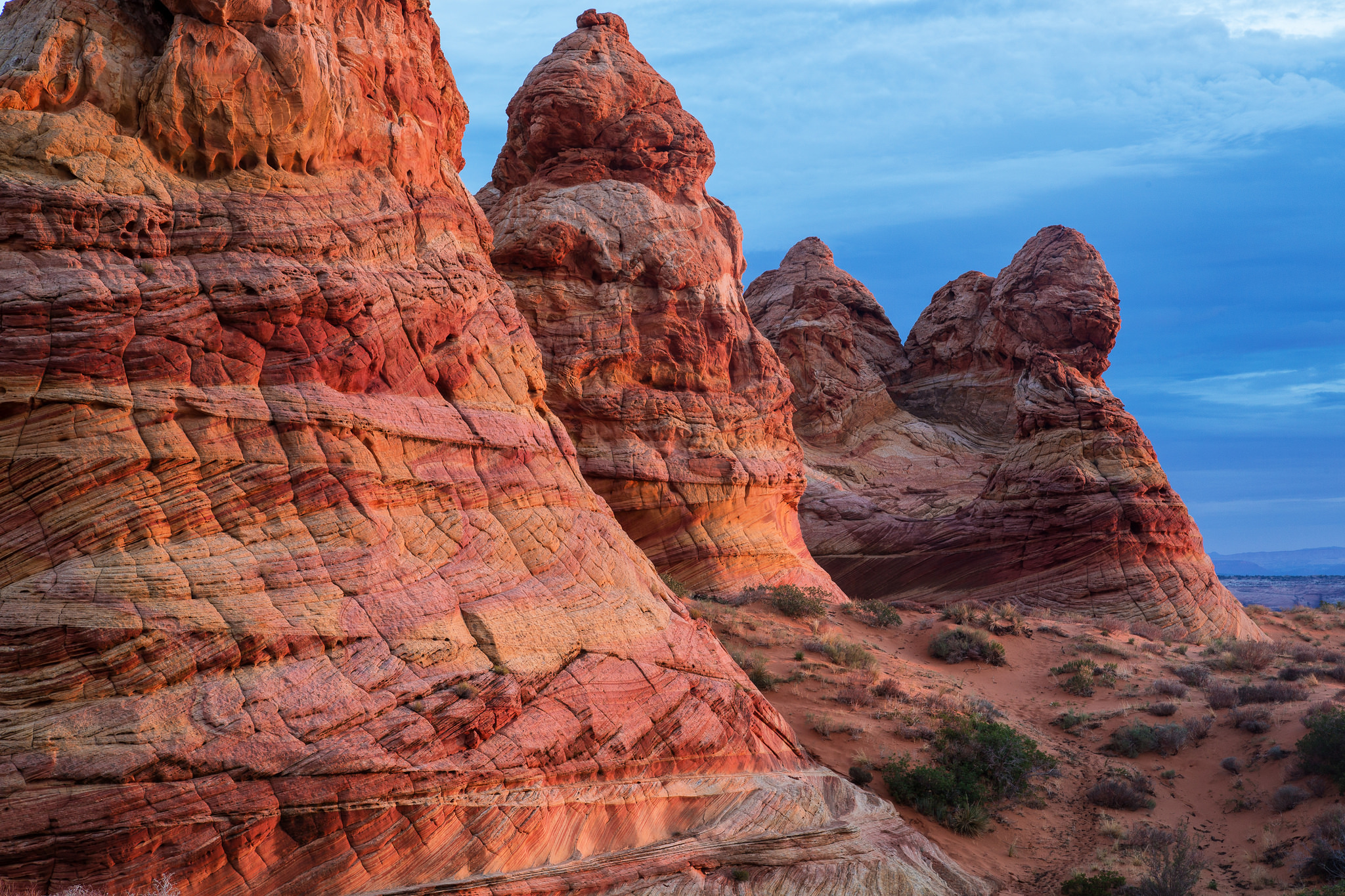
Landschapsfoto van de Paria Canyon-Vermilion Cliffs Wilderness, toont het kleurrijke gesteente en de ongerepte natuur van dit beschermde gebied in Arizona, onderdeel van het Vermilion Cliffs National Monument.

De Paria Canyon-Vermilion Cliffs Wilderness is een beschermd natuurgebied van circa 45.500 hectare (112.500 acres), gelegen in het noorden van Arizona en het zuiden van Utah, in de Verenigde Staten. Het gebied maakt deel uit van het droge Colorado Plateau en wordt gekenmerkt door uitgestrekte plateaus, hoge kliffen en diepe canyons.
De Paria-rivier stroomt door dit natuurgebied en mondt uit in de Colorado-rivier bij Lee's Ferry in Arizona.
Het gebied werd in 1984 door het Amerikaanse Congres aangewezen als wilderness area (wildernisgebied), een beschermingsstatus voor ongerepte natuur. In 2000 werd een groot deel van het gebied opgenomen in het nieuw opgerichte Vermilion Cliffs National Monument, dat werd ingesteld bij uitvoerend besluit van president Bill Clinton.
Zowel het wildernessgebied als het nationale monument vallen onder het beheer van het Bureau of Land Management, een federale overheidsinstantie.
Het Colorado Plateau en de bijbehorende rivierbekkens zijn van groot belang voor de aardwetenschappen, in het bijzonder voor de chronostratigrafie. De regio biedt een unieke inkijk in de geologische geschiedenis van de aarde, dankzij rotsformaties die mijlen aan opeenvolgende aardlagen blootleggen. Deze worden door geologen en paleobiologen wereldwijd gebruikt als referentie voor het geologisch tijdsverloop.

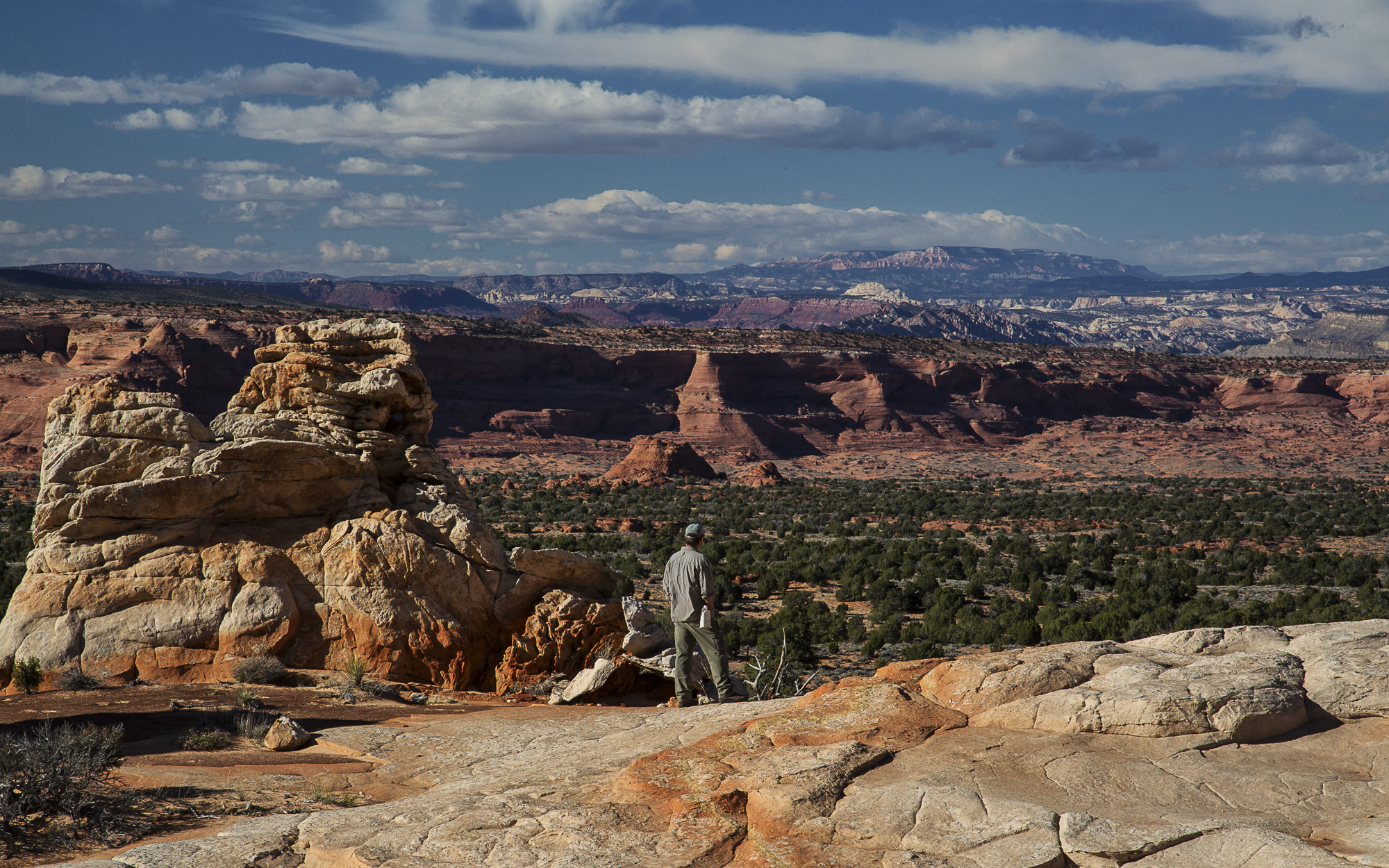
Vermilion Cliffs National Monument met op de achtergrond Bryce Canyon National Park.

- Library of Congress Control Number: sh91000975
- Nationale Bibliotheek van Israël: 987007548964305171
- Virtual International Authority File: 315529828